# Masuho
Pour les articles homonymes, voir Masuho (homonymie).
Masuho (増穂町, Masuho-machi/Masuho-chō) est un ancien bourg du Japon de la préfecture de Yamanashi, ayant existé jusqu'au 8 mars 2010, date de sa fusion avec le bourg de Kajikazawa pour former le bourg de Fujikawa. Il faisait partie du district de Minamikoma.

## Histoire

### Moyen Âge
Durant la période Heian, on retrouvait dans le village d'Ōi (à ne pas confondre avec celui fusionné en 1955), dans l'actuel Masuho, le domaine d'Ōi (大井荘), qui était mentionné dans le Chūyūki (ja), le journal tenu par le noble Fujiwara no Munetada (ja). On raconte que le domaine, originellement à Minamoto no Mototoshi (源基俊), qui l'a légué à sa fille, qui a fini par marier le quatrième fils de Munetada, Fujiwara no Muneshige (ja). Pendant la période Kamakura, la ville a été divisée en partie sud et nord, conformément au système féodal, et le domaine d'Ōi a été attribué à la partie sud (南条).
Durant la seconde moitié de la période Heian, le Kai-genji (ja), famille vassale au clan Minamoto, réussit à étendre son influence jusqu'au domaine d'Ōi. En 1276, le domaine passe aux mains du clan Ōi (ja), vassal du clan Tachibana, mais leur occupation dure peu longtemps. Durant l'époque Nanboku-chō, Takeda Nobutake (ja), chef du clan Takeda, place son fils adoptif Ōi Nobuaki (大井信明), du domaine d'Ōi, en tant que chef des provinces d'Aki et de Kai.
Pendant l'époque Sengoku, les chefs du domaine d'Ōi, Ōi Nobusato (ja) et Ōi Nobunari (ja) se montre hostiles à l'administration du gouverneur de la province de Kai, Takeda Nobutora, mais finissent par lui obéir à l'arrivée de l'ère Eishō. Durant la même époque, Ichijō Nobutatsu, un proche de Shingen Takeda, se fait donner un territoire pour le clan Ichijō dans la province de Kai, qui devient alors le clan Kai Ichijō (甲斐一条氏). Le clan Kai Ichijō est dissout en mars 1582, à la suite de la chute du clan Takeda.

### Époque moderne
Durant les temps modernes, la sériciculture, culture de la soie, est devenue populaire à Masuho, et une filature est même implantée, transformant le village en un lieu central de la région. Les familles de Kobayashi Hachiemon, du hameau de Tsukiyone (舂米), et de Akiyama Genbee (秋山源兵衛), du hameau d'Aoyagi, étaient devenues très influentes, puisqu'elles étaient de grands propriétaires terriens dans la région, et les deux familles ont opéré des banques locales, qui ont fermé lors de la crise financière Shōwa (1927). La zone était aussi connue pour être en proie à des crues soudaines, comme lors de l'inondation japonaise de 1907 (ja).
Le village était aussi connu pour son haut niveau d'éducation.

### Établissement du village
Le village de Masuho est établi en 1889 après l'adoption de la loi municipale japonaise de l'organisation municipale en 1888. Ses voisins son alors partant de l'ouest, Hirabayashi (ja), Ochiai (ja), Gomei (ja), Nanko (ja), Takada (ja), Toyowa (ja), Kajikazawa et Gokai (ja). Le 31 mars 1892, le village de Hozumi (ja) est détaché du village de Masuho. Le 1er juillet 1942, le village voisin de Toyowa, ainsi que ceux de Hachinoshiri (ja) et de Hajikashima (ja) fusionnent pour former le village de Daidō (ja). Masuho obtient le statut de bourg le 3 avril 1951. Le 15 mai 1954, le village voisin de Takada est absorbé par le bourg d'Ichikawadaimon. Le 1er juin de la même année, Masuho absorbe Hirabayashi, de sorte qu'il devient maintenant voisin du bourg de Kushigata et des villages de Nishiyama (ja) et d'Ashiyasu. Le 1er mars 1955, le village de Hozumi réintègre le bourg de Masuho, alors que le 1er avril, Kajikazawa absorbe Gokai, tandis qu'Ochiai, Gomei, Nanko et le village de Ōi (ja) fusionnent pour former le bourg de Kōsai. Le 30 septembre 1956, Nishiyama, ainsi que les villages de Misato (ja), Miyakogawa (ja), Suzurishima (ja), Motodate (ja) et Goka (ja) fusionnent pour former le bourg de Hayakawa. En même temps, Daidō est absorbé par Kajikazawa et Ichikawadaimon. Le 1er avril 2003, Ashiyasu, Kushigata, Kōsai, ainsi que les bourgs de Wakakusa et Shirane et le village de Hatta sont fusionnées pour former la ville de Minami-Alps. Le 1er octobre 2005, Ichikawadaimon et les bourgs de Rokugō et de Mitama fusionnent à leur tour et entraînent la naissance de la ville de Ichikawamisato.
Le 8 mars 2010, Kajikazawa et Masuho fusionnent et forment le bourg de Fujikawa, devenant la fusion la plus récente dans la préfecture.

## Personnes notables
- Seiichi Ishii (ja) (1937 - 1987), peintre de style occidental né à Masuho ;
- Manabu Kaminaga (ja) (1974 -), écrivain né à Masuho ;
- Tokuhei Kumaō (ja) (1906 - 1991), écrivain né à Masuho ;
- Hachiemon Kobayashi (ja) (1869 - 1939), homme politique et banquier, membre de la Diète ;
- Kiyoshi Shiozawa, illustrateur de livres jeunesse ;
- Yu Hasegawa (1987 -), footballeur né à Masuho ;
- Masaki Fukai (1980 -), footballeur né à Masuho ;
- Yukio Fukazawa (ja) (1924 - 2017), peintre et graveur traditionnel ;
- Kunio Yonenaga (1943 - 2012), joueur professionnel de shōgi.